# Annamarie Kenoyer
Annamarie Kenoyer es una actriz estadounidense. Ha actuado en varias series y en algunas películas. Sus roles más conocidos, han sido el de Shannon Mitchell en Icarly y el de Ashley Whitaker en Medium.

## Carrera
Annamarie apareció por primera vez en 2005 en Amateur, como la hermana pequeña de Jeffrey Christopher Todd. En 2008 actúa en iCarly como Shannon Mitchell, la chica que le gusta a Gibby, pero ella esta profundamente enamorada de Freddie. En 2009,  aparece en Southland como Kimmy Salinger.
2014, Kenoyer retrata a Becca en El Fosters, una chica que es parte  del grupo de chicas adoptivas, quiénes se mantienen a base de una casa la cual nombraron: Chicas Unidas. 
En 2015, Kenoyer aparece como Ree en la película la última Letra, que se estrenó en el TCL Chinese Theatre de Hollywood-

## Filmografía

### Película
| Año                       | Película                                | Función      | Notas     |
| ------------------------- | --------------------------------------- | ------------ | --------- |
| 2005                      | Amateur                                 | Phoebe Kline |           |
| 2007                      | La estrella y La Stella Salvan el Mundo | Cindy        |           |
| 2014                      | Pecados de nuestra Juventud             | Carly        |           |
| 2015                      | La última Letra de Lola                 | Ree          |           |
| Conejito, flores y lluvia | Conejito, flores y lluvia               | Sarah        | Filmación |

### Televisivo
| Año        | Título                     | Función            | Notas                                       |
| ---------- | -------------------------- | ------------------ | ------------------------------------------- |
| 2006       | ER                         | Ruthie Pooler      | Episodio: "Ningún Sitio para Esconder"      |
| 2007       | Números                    | Junior Niño Alto   | Episodio: "Visores Keepers"                 |
| 2007@–2009 | Medio                      | Ashley Whitaker    | 8 episodios                                 |
| 2008       | iCarly                     | Shannon Mitchell   | Episodio: "Gané una cita"                   |
| 2009       | Estados Unidos de Tara     | Madison            | Episodio: "Consecuencias"                   |
| 2009@–2010 | Southland                  | Kimmy Salinger     | 5 episodios                                 |
| 2010       | Mentira a mí               | Marly              | Episodio: "Moroso"                          |
| 2013       | Zach Stone Va a Ser Famoso | Jackie             | Episodio: "Zach Stone Va a Ser el Zachelor" |
| 2014       | Mujer de trofeo            | Empleado de tienda | Episodio: "Feliz Bert Día"                  |
| 2014–2015  | El Fosters                 | Becka              | 7 episodios                                 |
| 2016       | Cuando la Tinta Seeps      | Christina          | Corto                                       |

### Videojuegos
| Año  | Título     | Función              |
| ---- | ---------- | -------------------- |
| 2011 | L.A. Noire | Marianne Belle (voz) |

- Datos: Q4767893